# Distretto di Tongchuan
Il distretto di Tongchuan (通川区S, TōngchuānP) è un distretto della Cina, situato nella provincia di Sichuan e amministrato dalla prefettura di Dazhou.